# Bobby Robson
Robert William Robson, más conocido como Bobby Robson (Sacriston, Inglaterra, 18 de febrero de 1933-Sacriston, Inglaterra, 31 de julio de 2009), fue un jugador y entrenador de fútbol británico.
Durante su carrera como jugador disputó once temporadas con el Fulham y siete con West Bromwich Albion. También fue internacional con la selección de fútbol de Inglaterra, donde jugó 20 partidos y anotó 4 goles. Después de su carrera como jugador, Bobby Robson encontró el éxito como entrenador de clubes, por la obtención de varios campeonatos nacionales e internacionales. Hizo su debut con el Ipswich Town de Inglaterra en 1969, donde ganó la FA Cup 1977–78, la Copa Anglo-Escocesa de 1973 y la Copa de la UEFA 1980-81, que sería su primer gran logro a nivel internacional. Después de conseguir estos títulos, Robson entrenó a varios clubes europeos, entre ellos, al PSV Eindhoven neerlandés, Porto de Portugal y Barcelona de España, donde se coronó campeón de la Recopa de Europa 1996-97.
Robson obtuvo el Knight Bachelor en 2002, fue inducido al Salón de la Fama del fútbol inglés en 2003 y fue presidente honorario del Ipswich Town. A comienzos de la década de los años 1990 sufrió varios problemas de salud debido a un cáncer y en marzo de 2008 creó una fundación que lleva su nombre: Sir Bobby Robson Foundation, organización benéfica que recauda dinero para financiar, investigar y tratar el cáncer; hasta 2014, la fundación había recaudado más de siete millones de euros. En agosto de 2008, se confirmó que el cáncer de pulmón era terminal, por lo que le pronosticaron muy poco tiempo de vida. Ante esto, el británico dijo: «El cáncer me ha enseñado lo mejor de la gente. Puede afectar a cualquier edad. A mí me ha llegado tras vivir una vida maravillosa, por lo que quiero ayudar a otros a que tengan un diagnóstico rápido de su dolencia». Falleció el 31 de julio de 2009.
Robson recibió numerosos premios y condecoraciones por sus contribuciones al fútbol. Además de haberle sido otorgado el Knight Bachelor, ganó el premio a la personalidad deportiva del año por parte de la BBC en 2007, la Orden del Mérito de la UEFA en 2009 por haber «prestado sus servicios al mundo del fútbol» y el premio Fair Play de la FIFA por ser un gran futbolista y caballero dentro y fuera del campo, entre otros.

## Primeros años

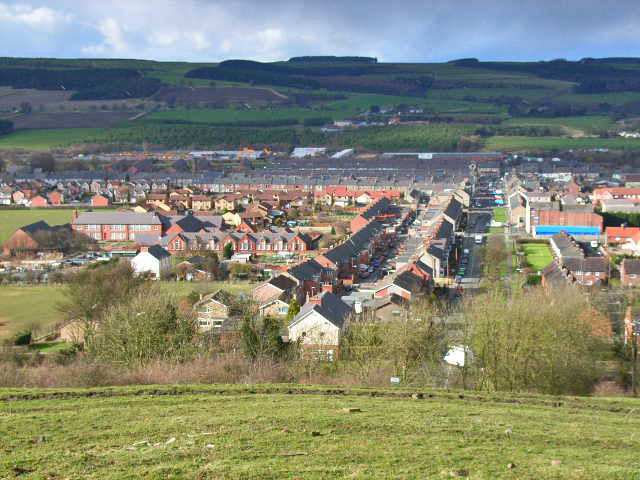
Langley Park, la pequeña aldea donde vivió Robson.

Robson nació el 18 de febrero de 1933 en Sacriston, condado de Durham. Sus padres fueron Philip y Lilian Robson y era el cuarto de cinco hijos. Cuando tenía unos pocos meses de edad, la familia de Robson se trasladó a Langley Park, una aldea en el condado de Durham donde su padre trabajaba como minero. Su casa de dos dormitorios no tenía bañera, tampoco un baño exterior. Desde niño, Robson se hizo aficionado del Newcastle, club del que también era seguidor su padre. Siempre describió a Jackie Milburn y Len Shackleton como sus héroes de infancia; ambos jugaron para el Newcastle como delanteros, la misma posición que asumió durante su carrera como futbolista profesional.
Asistió a la escuela primaria de Langley Park y después cursó el bachillerato en el Secondary Modern School de Waterhouses, aunque no se le permitió jugar en el equipo de la escuela. En lugar de ello, empezó a jugar para el Langley Park Juniors, club en el cual empezó su desarrollo como futbolista. Para ese entonces tenía once años de edad y disputaba los partidos los sábados por la mañana; a los quince años, fue representante del club en la categoría sub-18.
Jugaba al fútbol cada vez que fuera posible y dejó la escuela a los quince años para empezar a trabajar como electricista en la National Coal Board, empresa pública del sector minero creada en 1946. En mayo de 1950, Bill Dodgin, el entrenador del Fulham hizo una visita personal al hogar de los Robson para ofrecer un contrato profesional a Bobby. A pesar de esto, a Bobby le habían ofrecido otro con el Middlesbrough, pero finalmente se decantó por la propuesta de Bill Dodgin, por lo que fichó por el Fulham y se trasladó a Londres, donde jugaba como delantero y ocasionalmente centrocampista.
Robson también se había interesado por el Newcastle, pero optó por unirse al Fulham ya que, en su opinión, el club de las urracas nunca le propuso un contrato formal.

## Trayectoria

### Jugador de fútbol
Aunque Robson había firmado contrato con el Fulham, su padre le insistió para que continuara como electricista. Sin embargo, Robson continuó con ambos trabajos y solo entrenaba con su club tres veces a la semana.
En 1950 hizo su debut con el primer equipo, que estaba recién ascendido a la Football League First Division, la máxima categoría del fútbol inglés. Robson sabía que el Fulham era un buen club, tanto en la parte social como deportiva, pero que no representaba un desafío como para optar por el campeonato; de hecho, el club inglés perdió la categoría en la temporada 1951-52. Sin embargo, volvió después de cuatro años a la primera división, precisamente cuando fue transferido al West Bromwich Albion de Vic Buckingham en el mes de marzo. El Albion como se le conoce popularmente, pagó 25 000 £ al Fulham, una cifra récord para ese entonces.
Hizo su debut con el West Bromwich el 10 de marzo de 1956, en la derrota contra el Manchester City. En la temporada 1957-58 se convirtió en el máximo goleador de la liga con 24 goles, incluido los cuatro que le hizo al Burnley. Jugaba como delantero, disputó 257 partidos y marcó 61 goles; también fue capitán del equipo en las temporadas de 1960-61 y 1961-62. En agosto de 1962 volvió al Fulham, debido a un desacuerdo con el vicepresidente Jim Gaunt sobre el salario. Varios jugadores del equipo (entre ellos Jimmy hill) y la Asociación de Futbolistas Profesionales, alentaron a Robson para que reclamara un aumento salarial, pero Gaunt se negó a negociar el contrato, ante esto, Robson exigió una solicitud de transferencia y finalmente fue vendido al Fulham por 20 000 £. Aunque Robson se había unido al Fulham, sabía que no tenía posibilidades de ganar campeonatos debido a la venta de jugadores destacados como Alan Mullery y Rodney Marsh, se sintió frustrado y exclamó: «En todo mi tiempo como futbolista, no gané nada».
A pesar de los informes y rumores sobre un posible interés por parte del Arsenal, y la oferta del Southend United para ser jugador y entrenador, Robson decidió retirarse del Fulham en 1967 y aceptó un contrato por tres años con el Vancouver Royals de Canadá. Dijo, además, que «era una oportunidad buena como para dejarla pasar». Pero en enero de 1968 el Fulham le ofreció contrato como mánager, cargo que finalmente aceptó. En esa temporada el Fulham ganó únicamente 7 de 42 partidos, por lo que descendió a la tercera división junto con el Bury. Esto hizo que las directivas de club rescindieran su contrato, por lo que fue despedido a fin de año.

### Selección nacional
Durante su primera temporada con el Fulham realizó dos viajes a la embajada de la Asociación del Fútbol en la región Caribe en 1955 y otra en Sudáfrica en 1956. Sin embargo, fue durante su estancia en el West Bromwich Albion donde ganó notoriedad. Su gerente, Vic Buckingham, abogó por un juego más táctico utilizando técnicas colectivas como la pared; un sistema ofensivo «permite una rápida velocidad de circulación del balón para superar uno o varios adversarios», precursor del fútbol total. Además, fue en este club donde conoció a Don Howe, quien se perfilaba como el futuro entrenador de la selección de Inglaterra.
Formó parte de la selección inglesa donde jugó 20 partidos e hizo 4 goles. Hizo su debut en 1957 frente a la selección de Francia y marcó dos goles en la victoria 4:0. A pesar de su gran debut, se perdió el siguiente partido contra la selección de Escocia. Sin embargo, fue seleccionado para disputar la Copa Mundial de Fútbol de 1958 por delante de otros jugadores talentosos como Nat Lofthouse y Stanley Matthews, pero regresó de Suecia decepcionado, ya que Inglaterra fue eliminada del mundial por la selección de la Unión Soviética, en un partido que se disputó en el estadio Ullevi ante 23 182 espectadores.
Después de la Copa del Mundo de 1958 Robson se convirtió en uno de los principales jugadores del equipo, donde disfrutó de un éxito durante los meses de octubre de 1960 y marzo de 1961, cuando la selección ganó seis victorias consecutivas; ante la selección de Escocia marcó un gol en la victoria 9:3, en el mítico estadio de Wembley. También fue convocado para la Copa Mundial de Fútbol de 1962, pero una lesión en el tobillo le impidió disputar varios encuentros. Su equipo llegó hasta los cuartos de final, donde perdió 3:1 ante el combinado de Brasil en el estadio Sausalito, en Viña del Mar, ante 17 736 espectadores.

### Director técnico de clubes

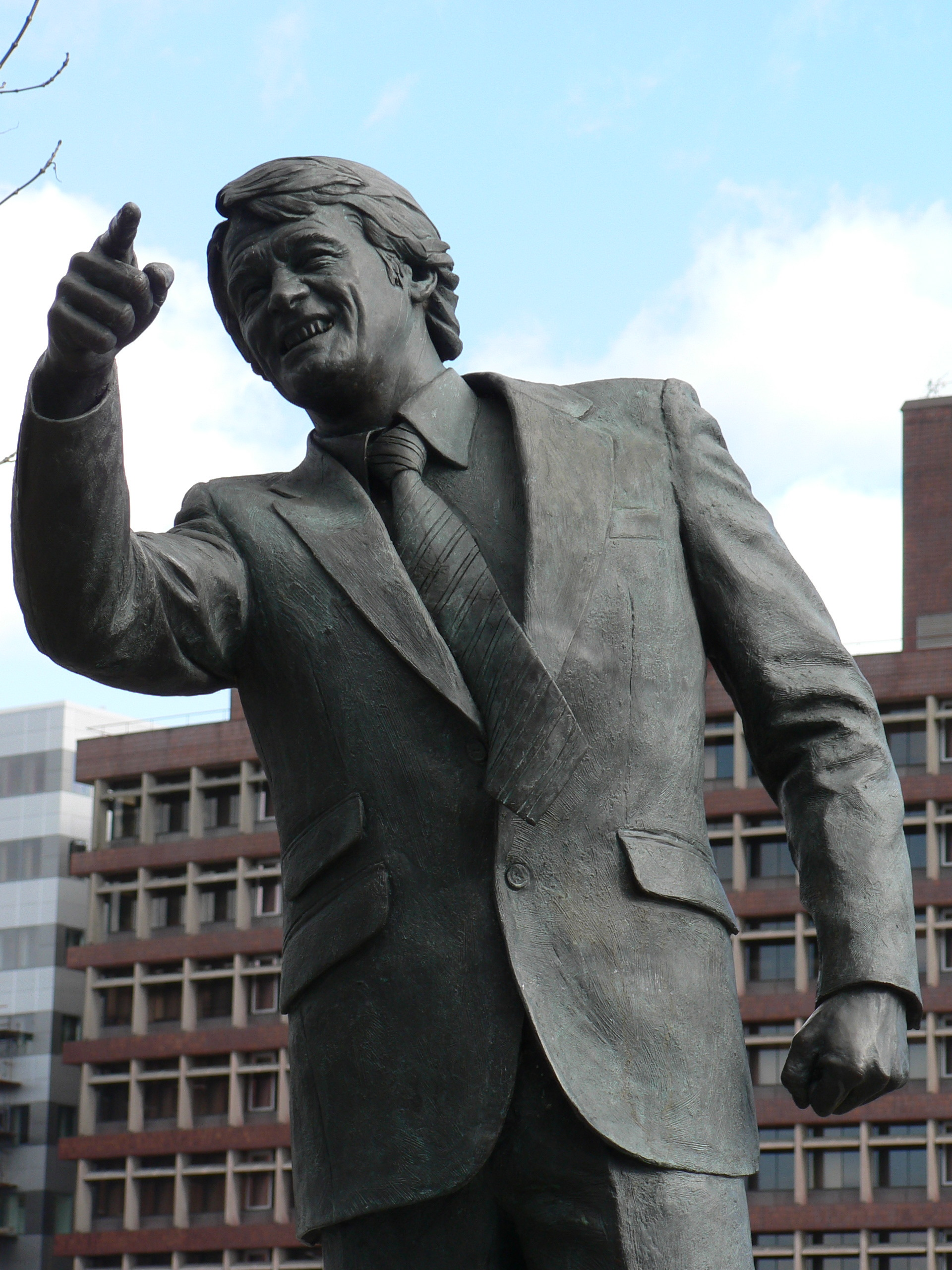
Estatua de Robson en las afueras de Portman Road, estadio del club Ipswich Town.

En 1959, el entonces seleccionador de Inglaterra, Walter Winterbottom, y el director de la Asociación de Fútbol sugirieron a Robson realizar un curso formativo para entrenadores en Lilleshall Hall, una mansión que es utilizada como centro de formación y entrenamiento. Fue evaluado y obtuvo la aprobación del curso después de dirigir a varios clubes, entre ellos, el Oxford University. En 1968 hizo su debut como director del Fulham, en un partido disputado frente a Macclesfield Town por la tercera ronda de la FA Cup. Fulham estaba luchando por no descender de la segunda categoría y aunque el club había contratado a la joven promesa Malcolm Macdonald, Robson no pudo salvar al Fulham del descenso; descubrió que había sido despedido después de leer un cartel publicado por el diario London Evening Standard fuera de la estación Putney.
En 1969 se fue al Ipswich Town donde ganó buena reputación como técnico, respaldado por el presidente del club John Cobbold quien llegó a ser uno de sus grandes amigos. En su primer año, el equipo terminó en la duodécima posición con 41 puntos y 60 goles en contra, siendo el octavo club más goleado de la First Division. La temporada 1969-70 fue todavía peor al terminar en la decimoctava posición con 31 puntos; en las siguientes campañas el equipo se mantuvo en los últimos puestos. Sin embargo, en la temporada 1972-73 el equipo de Robson clasificó a la Copa de la UEFA, el segundo torneo más importante de la UEFA al obtener la tercera posición con 53 puntos. Además, ganó la Copa Texaco frente a Norwich City, encuentro que terminaría 4:2. Las siguientes cuatro temporadas el equipo de Robson mantuvo un buen rendimiento al ubicarse en las primeras posiciones a excepción de la campaña 1977-78, donde terminó en los últimos puestos. Sin embargo, en esa temporada logró ganar la FA Cup ante el Arsenal por 1:0, pero su mayor éxito con el Ipswich Town llegó en la campaña de 1980-81, cuando se coronó campeón de la Copa UEFA ante el AZ Alkmaar neerlandés por 5:4 en el marcador global. Durante los trece años que estuvo vinculado con el club logró el subcampeonato de la First Division en 1980-81 y 1981-82.
En su gestión como director técnico, Robson incorporó únicamente a catorce jugadores de otros clubes, entre ellos, Allan Hunter, Bryan Hamilton y Paul Mariner, dando prioridad a futbolistas de la cantera como Terry Butcher, George Burley, John Wark, Mick Mills, Colin Viljoen, Alan Brazil, Trevor Whymark, Brian Talbot, Kevin Beattie y Eric Gates. Los futbolistas neerlandéses Frans Thijssen y Arnold Mühren fueron los únicos que se vendieron. El británico fue ante todo un motivador, que enseñó a sus jugadores a luchar por alcanzar los objetivos por medio del trabajo y las habilidades interpersonales.

### Seleccionador de Inglaterra
Los títulos logrados con el Ipswich Town fueron suficientes como para llamar la atención de la Asociación del Fútbol, organismo que le propuso un contrato para el cargo de seleccionador nacional; la FA había declinado una oferta para extender el contrato de diez años y un aumento de sueldo al técnico Patrick Cobbold, técnico del Ipswich Town en aquella época. El 7 de julio de 1982, dos días después de la eliminación de Inglaterra en la Copa Mundial de Fútbol de 1982, reemplazó a Ron Greenwood en la dirección técnica. El ex seleccionador de Inglaterra y extécnico del West Bromwich Albion, Don Howe, fue designado como entrenador asistente.
El debut de Robson al frente de la selección inglesa estuvo cargado de controversia, ya que había dejado por fuera a Kevin Keegan para el partido ante Dinamarca. El 21 de septiembre de 1983 Robson perdió ante los daneses, en lo que sería su única derrota después de haber disputado 28 encuentros. Además impidió que Inglaterra se clasificara a la Eurocopa 1984, por lo que Robson decidió renunciar a su cargo como entrenador; se había pensado en Brian Clough como sucesor pero Bert Millichip, presidente de la FA en ese entonces, rechazó la renuncia y ratificó a Robson en la dirección técnica. En las eliminatorias para la clasificación del Mundial de 1986, la selección inglesa clasificó como primera de su grupo al conseguir 12 puntos y terminar con una diferencia de 19 goles a favor. Este fue el primer gran objetivo después del fracaso de la Eurocopa 1984.
En la Copa Mundial de Fútbol de 1986, la selección inglesa compartió el grupo con F con Marruecos, Polonia y Portugal. El primer partido ante Portugal terminó 1:0 a favor de los lusos en el estadio Tecnológico de Monterrey. Inglaterra empató el segundo encuentro contra Marruecos y ganó el último ante la selección de Polonia por 3:0 ante 22 700 espectadores. Con una victoria, un empate y una derrota, se clasificó en la segunda posición y accedió a los octavos de final donde enfrentó a Paraguay. Los ingleses disputaron un gran partido ante los sudamericanos, con Gary Lineker como protagonista al anotar dos goles, uno al minuto 31 y otro en la parte complementaria. Peter Beardsley completó la goleada 3:0 en el estadio Azteca, Ciudad de México, ante 98 728 espectadores.
En cuartos de final enfrentó a la selección de Argentina comandada por Carlos Salvador Bilardo. Fue un partido intenso desde el inicio, con oportunidades para ambos equipos, sin embargo, el partido terminó empatado al final del primer tiempo. En la etapa complementaria, Argentina atacó más, y en el minuto 51, Diego Armando Maradona anotó un polémico gol con la mano que el árbitro no vio. 5 minutos más tarde, Maradona anotaría el segundo gol del encuentro después de eludir a seis rivales: Glenn Hoddle, Peter Reid, Kenny Sansom, Terry Butcher, Terry Fenwick y al portero Peter Shilton, por su parte, la selección de Inglaterra descontó al minuto 81 por medio de Gary Lineker. Fue uno de los partidos más memorables en la historia de los mundiales, en parte, por el segundo gol de Maradona apodado «gol del Siglo» o el mejor gol en la historia de la Copa Mundial de Fútbol, también por «la mano de Dios», nombre del primer gol anotado por Diego.
Hubo varias reacciones por parte de argentinos e ingleses:

«Está bien, el primero lo marcó con la mano, pero el segundo valió por dos». Bobby Robson.

«En ese momento no lo grité. Preferí, como hago siempre, observar cómo quedábamos parados y ordenar el equipo para recomenzar el partido, porque no podíamos dar ninguna ventaja. Y sólo comencé a disfrutarlo después, cuando lo vi por televisión». Carlos Salvador Bilardo.

«En el primer gol, personalmente, responsabilizo al juez de línea pero no a vos; en el segundo gol fue la primera vez en mi carrera que estuve a punto de aplaudir en el campo, pero para el otro equipo...». Gary Lineker.

«Odio a Maradona con pasión. La 'mano de Dios' fue una cosa rara. Estaba más enojado por el segundo por la manera en que me batió. A todo el resto de los jugadores los superó una sola vez, pero a mí me batió dos. Pequeño bastardo...» Terry Butcher.

Después de la derrota y eliminación en el Mundial de México 1986, Robson centró sus esfuerzos por clasificar a Inglaterra a la Eurocopa 1988. Durante la etapa de clasificación, los ingleses ganaron 5 de 6 encuentros, incluido uno ante Turquía que terminó 8:0 con tres goles de Gary Lineker. Ya clasificados a la Euro, compartieron el segundo grupo junto con la Unión Soviética, Países Bajos e Irlanda. Durante el torneo, Inglaterra perdió todos los partidos y terminó en la última posición con siete goles en contra. La prensa británica criticó fuertemente a Robson, hasta el punto de calificar la actuación como un verdadero fracaso. Los ingleses volvieron a disputar otro encuentro ante la selección de Arabia Saudita que provocó nuevas críticas. Ante los malos resultados y los señalamientos, Robson decidió renunciar una vez más a la dirección técnica, pero fue rechazada nuevamente por Millichip.
Una vez ratificada su continuidad, Robson se enfrentó a otro reto: clasificar a Inglaterra a una nueva Copa Mundial. En la etapa clasificatoria los ingleses compartieron el segundo grupo junto con Suecia, Polonia y Albania. Finalmente, el equipo de Robson clasificó invicto a la Copa Mundial de Fútbol de 1990 celebrada en Italia, donde integró el grupo F junto con Irlanda, Países Bajos y Egipto. A diferencia de la Copa Mundial de 1986, esta vez el equipo de Robson terminó la fase de grupos en primer lugar e invicto con una victoria y dos empates. En el desarrollo de las fases finales, Inglaterra cosechó dos victorias, una ante Bélgica 1:0 y otra contra Camerún 3:2 y en semifinales empató con Alemania durante los 90 minutos reglamentarios y la prórroga. En la definición por tiros desde el punto penal perdió 4:3.

### Gestión en otros países de Europa

Trayectoria como entrenador de clubes.

Antes de la Copa Mundial de 1990, la FA comunicó a Robson que no renovaría su contrato como seleccionador de Inglaterra, por lo que se trasladó a los Países Bajos para entrenar el PSV Eindhoven, en reemplazo de Guus Hiddink, quien había dejado al equipo con varios títulos nacionales y uno internacional: la Copa de Campeones de Europa 1987-88. PSV buscaba un director técnico capaz de inculcar disciplina y trabajo, algo que hizo Hiddink durante su gestión. La noticia sobre la contratación del británico se difundió antes del inicio de la Copa Mundial de 1990, generando diversas opiniones por parte de la prensa, como la del Today, en la que afirmó ser un «traidor».
En su gestión al frente del PSV ganó la Eredivisie en la temporada 1990-91 y 1991-92. En su plantilla contaba con jugadores destacados como Romario, Jan Heintze, Hans van Breukelen, entre otros. Además de los títulos nacionales, logró clasificar a la Copa de Campeones de Europa 1991-92, pero quedó eliminado en octavos de final ante el Royal Sporting Club Anderlecht por 2:0. Robson dejó el club a final de la temporada 1991-92, en parte, por el bajo desempeño en competición europea. A mitad de año fue contratado para dirigir al equipo Sporting de Lisboa, uno de los más competitivos de la Liga Portuguesa de Fútbol.
| Trayectoria en Europa | Trayectoria en Europa | Trayectoria en Europa | Trayectoria en Europa | Trayectoria en Europa |
| Equipo                | PJ                    | PG                    | PE                    | PP                    |
| --------------------- | --------------------- | --------------------- | --------------------- | --------------------- |
| Ipswich Town          | 44                    | 25                    | 9                     | 10                    |
| PSV                   | 14                    | 4                     | 4                     | 6                     |
| Sporting de Lisboa    | 8                     | 4                     | 1                     | 3                     |
| Porto                 | 11                    | 6                     | 1                     | 4                     |
| Barcelona             | 9                     | 5                     | 4                     | 0                     |
| Newcastle United      | 28                    | 16                    | 4                     | 8                     |
| Total                 | 114                   | 60                    | 23                    | 31                    |

En el Sporting de Lisboa necesitó de un traductor, debido a que no manejaba el idioma portugués. Su intérprete fue José Mourinho, un asistente que recién empezaba su carrera técnica. Permaneció en el club hasta diciembre de 1993, aunque dejó al equipo en el tercer lugar de la Primeira Divisão 1992/93 y con la posibilidad de jugar la Copa UEFA. Robson admitió que el club no pasaba por un buen momento futbolístico y que el presidente Sousa Cintra fichaba a jugadores sin su consentimiento. Ante esto, Cintra dijo que despidió a Robson por la temprana eliminación del equipo en la Copa de la UEFA 1992-93 ante el Grasshopper Club Zürich suizo.
En 1994 llegó al Porto, allí conoció a André Villas-Boas, un joven de 16 años que recién empezaba su carrera como asistente en el club. Robson ofreció a Villas-Boas la posibilidad de dirigir como asistente en los entrenamientos y de otras funciones. Porto pasaba por una crisis futbolística desde el momento en que Robson fue contratado, tanto así, que la asistencia media a los partidos se redujo hasta los 10 000 espectadores. Sin embargo, el club llegó a la final de la Copa de Portugal, donde derrotó al Sporting de Lisboa 2:1 con goles de Rui Jorge y Aloísio Pires. Después de alcanzar este campeonato el equipo se centró en la Primeira Divisão 1994/95, torneo que había perdido en la temporada pasada ante el Sport Lisboa e Benfica, el club más laureado. Porto empezó la campaña con 6 victorias consecutivas, aunque perdió 2:1 en la séptima ante Marítimo, aun así, los de Robson consiguieron otras 29 victorias con 73 goles a favor y 15 en contra, la mejor marca de la temporada. Terminó en la primera posición con 62 puntos y clasificado a la Liga de Campeones de la UEFA 1995-96. Fue el segundo título alcanzado en Portugal. En la segunda campaña Porto ganó el torneo con 84 puntos y la misma cantidad de goles, también fue conocido como Five-O, porque le ganaba a sus rivales por cuatro o más goles de diferencia. A pesar de ello, Robson se retiró en 1996.
En el verano de 1996 recibió una llamada telefónica del vicepresidente del Barcelona de España, Joan Gaspart, para hablar sobre una oferta de trabajo. Finalmente, ambos llegaron a un acuerdo y el británico se hizo a cargo del Barcelona en el mes de julio junto con José Mourinho, su asistente personal. Para ese entonces el Barcelona había gastado 5250 millones de pesetas en seis fichajes y esperaba el regreso de Hristo Stoichkov, quien jugaba en el Parma italiano. La gran contratación fue Ronaldo, por el que pagaron 2550 millones, siendo el traspaso más costoso de la historia en ese momento. Robson tenía una de las plantillas más competitivas de Europa con la que ganó la Copa del Rey, Supercopa de España y Recopa de Europa.

### Regreso a Inglaterra
Robson regresó a Inglaterra para ocupar un puesto en el departamento técnico del Chelsea Football Club,  pero tras la dimisión de Ruud Gullit en el Newcastle United, se trasladó a St James 'Park en septiembre de 1999. En un principio estaba decepcionado con la oferta salarial propuesta por el club, pero finalmente negoció por un año a cambio de un millón de libras esterlinas.
Durante su primera campaña al frente del Newcastle, el equipo terminó en el puesto 11 con 52 puntos, a pesar de haber sido el tercer equipo con mayor cantidad de goles; en esta temporada el partido más destacado se jugó el 19 de septiembre, cuando las urracas ganaron 8:0 ante el Sheffield Wednesday. A finales de 2000, tras la dimisión de Kevin Keegan como seleccionador de Inglaterra, la Asociación de Fútbol le dijo al presidente del Newcastle, Freddy Shepherd, que permitiera a Robson hacerse cargo del equipo temporalmente pero Shepherd se negó a conceder la solicitud. En la siguiente temporada el club clasificó a la tercera ronda de la Copa Intertoto de 2001, uno de los campeonatos europeos organizados por la UEFA. Sin opciones de ganar algún campeonato nacional, el Newcastle se enfocó en el torneo al que llegó a instancias finales, sin embargo, perdió la oportunidad de coronarse campeón después de empatar 4:4 en el global ante el Troyes Aube Champagne.
Robson trabajó en el Newcastle United hasta el 30 de agosto de 2004, cuando fue destituido por Freddy Shepherd después de un mal comienzo en la Premier League, también por algunos problemas en el equipo. El británico se sintió frustrado por la situación y por no haber sido capaz de terminar su trabajo al frente del Newcastle.

### Consultor
El 7 de junio de 2005 Robson rechazó una oferta para convertirse en el nuevo director técnico del Heart of Midlothian escocés, porque quería permanecer en Newcastle. Sin embargo, en 2006 fue consultor internacional de fútbol después del nombramiento de Steve Staunton como mánager de la selección de Irlanda. Renunció el 17 de noviembre de 2007, tras el último partido de Irlanda en la Eurocopa 2008. También fue vicepresidente de la League Managers Association, un sindicato de la Premier League.

## Vida fuera del fútbol

### Vida personal

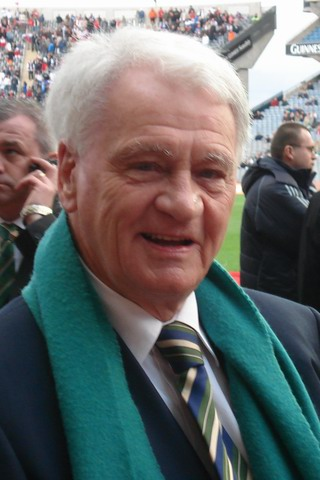
Sir Bobby Robson en un partido de la República de Irlanda vs Eslovaquia en Croke Park, Dublín, el 29 de marzo de 2007.

Robson se casó en junio de 1955 con Elsie Gray, una enfermera que conoció en su ciudad natal después de viajar para reencontrarse con sus padres. Su compañero de equipo en el Fulham, Tom Wilson, fue el padrino; con Gray tuvo tres hijos: Andrew, Paul y Mark.
Desde comienzos de la década de los años 1990 le fue diagnosticado cáncer y desde entonces sufrió reiteradamente la enfermedad. En 2006, siendo asesor de la selección de Irlanda, se sometió a una operación para extirparle un tumor cerebral; fue dado de alta el 17 de octubre de 2006 y cumplió con su contrato como consultor. Asimismo, en su etapa como director técnico del Porto, le detectaron un melanoma maligno en su rostro, que fue retirado por medio de una cirugía. Todos estos problemas de salud incidieron negativamente en su etapa como entrenador, ya que en todos los casos debió permanecer alejado de los clubes.
Robson reveló que el 7 de mayo de 2007 había sido diagnosticado con cáncer por quinta vez. El sábado 17 de mayo de 2008, Robson fue el invitado de honor en la final de la FA Cup que se celebró en el estadio de Wembley. Al final del partido, él fue el encargado de entregar el trofeo a Sol Campbell, jugador y capitán del Portsmouth.

### Otras actividades
Fue comentarista del canal ITV, durante la Copa Mundial de Fútbol de 2002 y la Eurocopa 2004. Participó en varios documentales, series de televisión y videos; después de su muerte, apareció en algunas películas como One Night in Turin y Gascoigne.
En 2004 reemplazó a Brian Clough como columnista de la revista FourFourTwo, una publicación especializada del fútbol inglés. En ese mismo año se desempeñó como columnista semanal para el periódico The Mail on Sunday.

### Fundación Bobby Robson
Robson derrotó el cáncer de intestino en 1992, un melanoma maligno en 1995, y un tumor en su pulmón derecho y otro en el cerebro, ambos en 2006. En su quinto diagnóstico detectado en 2007 se encontraron nódulos cancerosos en ambos pulmones, a esto Robson expresó: «Desafortunadamente, estos son inoperables. Estoy en la quimioterapia para controlar su crecimiento...».
Después de estas experiencias y del último diagnóstico, Robson dedicó los últimos años de su vida a ayudar y combatir la enfermedad. El 25 de marzo de 2008, se puso en marcha la Fundación Sir Bobby Robson. En noviembre de 2008, la fundación había recaudado un millón de libras esterlinas. Con el dinero recaudado se construyeron varios centros de investigación y un laboratorio, con el apoyo del hospital Freeman de Newscastle. Otra parte del dinero fue utilizada para realizar varios análisis y tratamientos contra el cáncer. La mayoría de estas donaciones provienen de empresarios, aficionados al fútbol, directores técnicos y futbolistas.
En 2009 se disputó un partido benéfico entre las selecciones de Alemania Occidental e Inglaterra, en honor a Robson. Ambos combinados ya se habían enfrentado en semifinales de la Copa Mundial de Fútbol de 1990, con victoria para los alemanes 4:3 en los tiros desde el punto penal. El equipo de Inglaterra contó con la participación de seis de los once integrantes originales que formaron parte del mundial en 1990. A Robson se le rindieron honores antes del partido, que terminó 3:2 con victoria para la selección de Inglaterra. El partido se disputó en el estadio St James' Park y fue presenciado por 33 000 espectadores. Todo el dinero recaudado se destinó a la fundación. Aunque nunca se supo con exactitud cuanto fue el monto total, se cree que se recaudaron cientos de miles de libras esterlinas.
Hasta el mes de marzo de 2015, la fundación había recaudado ocho millones de libras esterlinas.

## Muerte

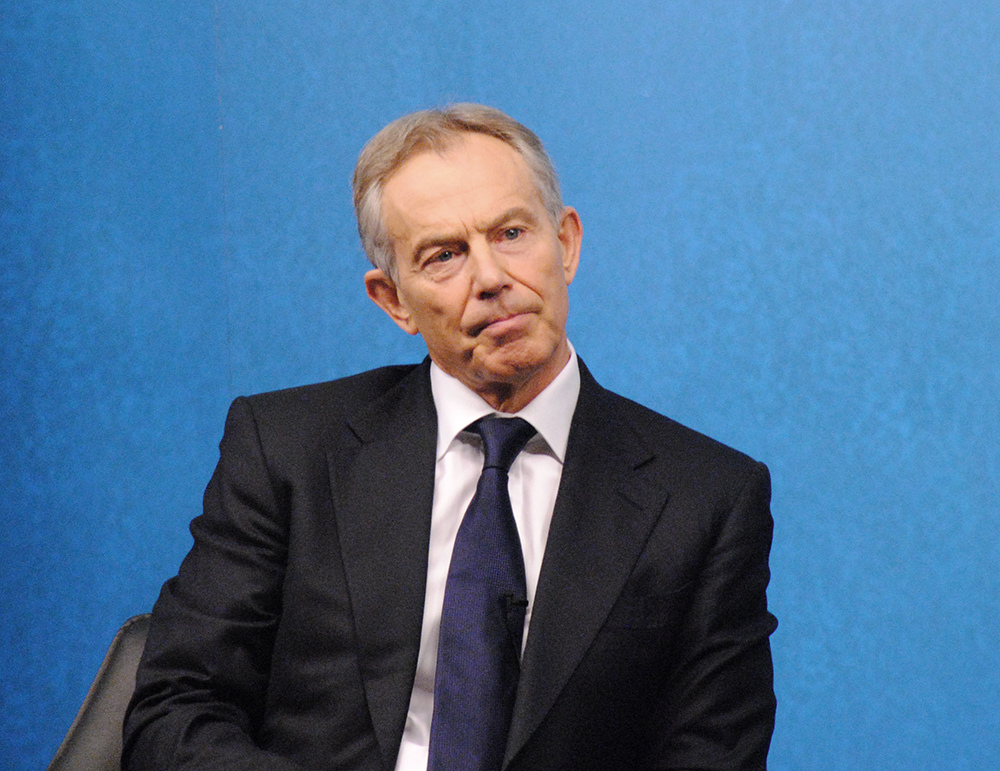
El exministro Tony Blair le alabó al decir que fue una persona genuina, un «caballero típico del norte de Inglaterra».

El 31 de julio de 2009, Robson murió de cáncer de pulmón en su residencia, en el condado de Durham, a la de edad de 76 años, tras una larga batalla con la enfermedad. Después de la noticia de su muerte, las principales figuras del mundo del fútbol y la política rindieron homenaje a Robson. El entrenador del Manchester United, Alex Ferguson dijo que era «un hombre maravilloso, un tremendo futbolista y alguien cuya pasión y conocimiento del juego era insuperable». El presidente de la UEFA, Michel Platini dijo: «Fue un gran embajador del fútbol y verdadero caballero en todo lo que hizo». El portugués José Mourinho también se lamentó y explicó que «es una de esas personas que nunca debería morir, no tanto por lo que hizo en su carrera, sino por lo que daba a quienes tuvimos la suerte de conocerlo y estar a su lado».
Otras personalidades del mundo político y deportivo también se expresaron. Tony Blair, primer exministro del Reino Unido, describió a Bobby Robson como un verdadero caballero. De acuerdo con el entonces primer ministro británico, Gordon Brown, Robson «simboliza todo lo que es estupendo en el fútbol en este país». Joseph Blatter, máximo dirigente de la FIFA, también se expresó al afirmar que se sentía conmocionado por la noticia y recordó la actuación del británico en una copa mundial: «consiguió llevar a Inglaterra a las semifinales de la Copa Mundial de Fútbol de 1990, una de las mejores actuaciones de la historia del fútbol inglés».
El funeral se llevó a cabo el 5 de agosto de 2009, y solo asistieron sus familiares; fue una ceremonia privada y no se reveló el lugar. Después se anunció que fue en Esh, un pueblo de Durham. El servicio de acción de gracias se llevó a cabo el 21 de septiembre de 2009 en la catedral de Durham. Cerca de un millar de invitados asistieron al servicio, que también fue transmitido en vivo por la televisión nacional en St James' Park, en el estadio Portman Road del club Ipswich Town, y Craven Cottage del Fulham.

## Honores

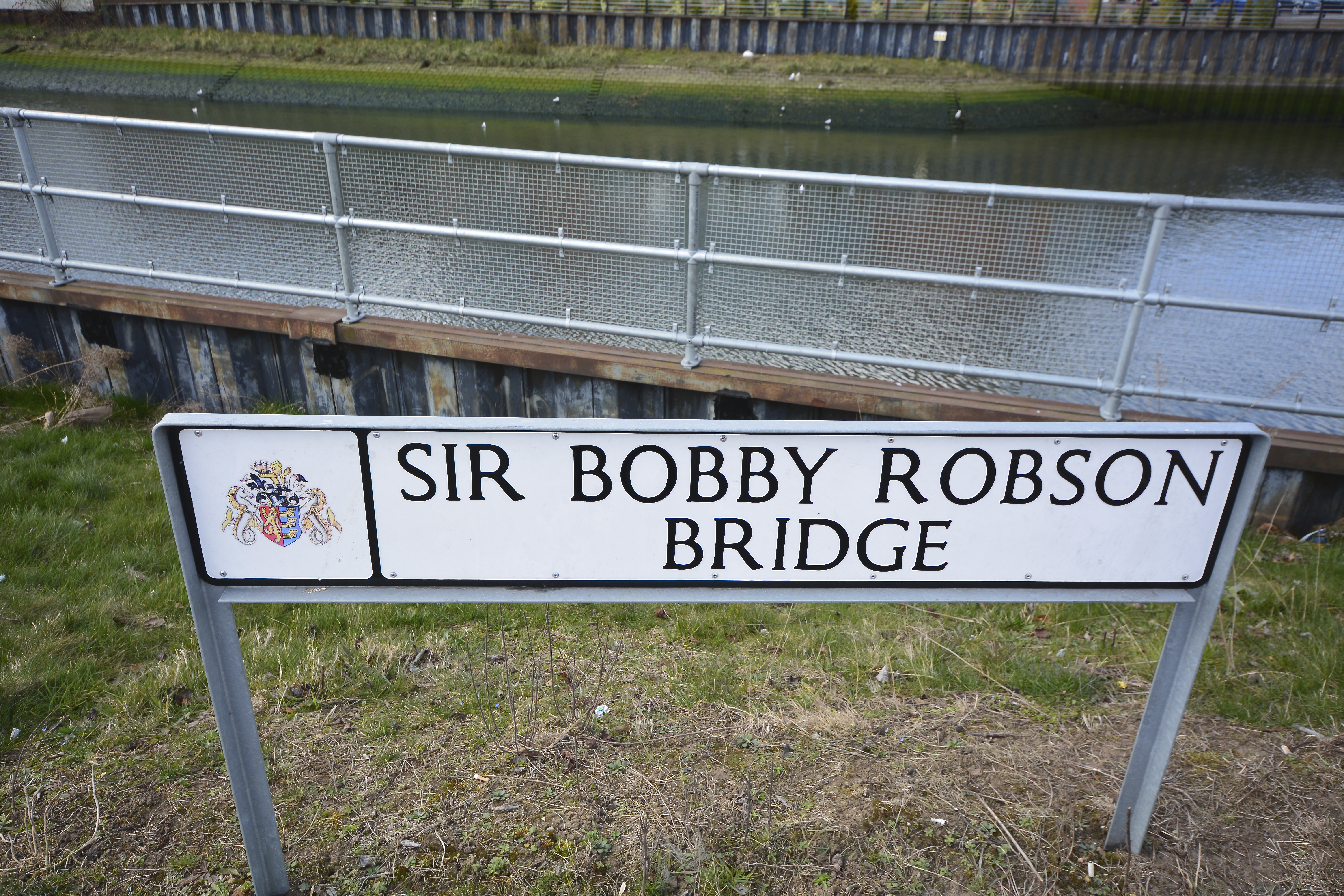
El Sir Bobby Robson Bridge, situado en la ciudad de Ipswich.

Robson recibió una serie de honores por sus contribuciones al fútbol. En 1990, al final de su ciclo de ocho años como seleccionador de Inglaterra, fue galardonado con la Orden del Imperio Británico, también fue nombrado caballero; ambos premios fueron por sus servicios al fútbol. En 1992 ganó el premio Football Writers' Association Tribute por su distinguida contribución al deporte nacional.
En 2002, durante su etapa como técnico del Newcastle, le fue otorgado el freedom of Newcastle upon Tyne y la Unión de Asociaciones Europeas de Fútbol (UEFA) le concedió el premio Presidencial de la UEFA. Fue inducido al Salón de la Fama del fútbol inglés en 2003, como reconocimiento a su gestión como gerente y haber dedicado 54 años al mundo del fútbol. En este mismo año, el club Ipswich Town le dedicó una estatua por su extensa trayectoria deportiva. El inglés entrenó al Ipswich durante más de diez años, con un registro de 709 partidos disputados, 316 ganados, 220 empates y 173 derrotas. Además fue el técnico con más partidos dirigidos en la historia del club, y el primero y único que logró ganar un título internacional: la Copa de la UEFA 1980-81. La obra fue creada por el británico Sean Hedges-Quinn y está situada en los alrededores del estadio. Robson sintió asombro por el monumento y afirmó: «Estoy abrumado. Orgulloso y ligeramente avergonzado. Profundamente honrado». David Sheepshanks, entonces presidente del equipo, se sintió emocionado y dijo estar de acuerdo por su nombramiento como caballero del Imperio Británico.
En 2005, siendo aún técnico del Newcastle, le fue concedido el Freeman of Newcastle, distinción que considera como uno de los momentos más grandes de su vida. En ese mismo año recibió el premio Sports Coach UK Awards a su extensa trayectoria deportiva; también fue galardonado con el premio a la Personalidad deportiva del año de la BBC el 9 de diciembre de 2007, por sus contribuciones al fútbol y por estar vinculado durante más de medio siglo al deporte.
El 8 de diciembre de 2008, obtuvo el Freedom of the City of Durham, como reconocimiento al deporte y la caridad. En marzo de 2009, la UEFA otorgó a Robson la Orden del Mérito de la UEFA, por haber «prestado sus servicios al mundo del fútbol».

### Honores póstumos

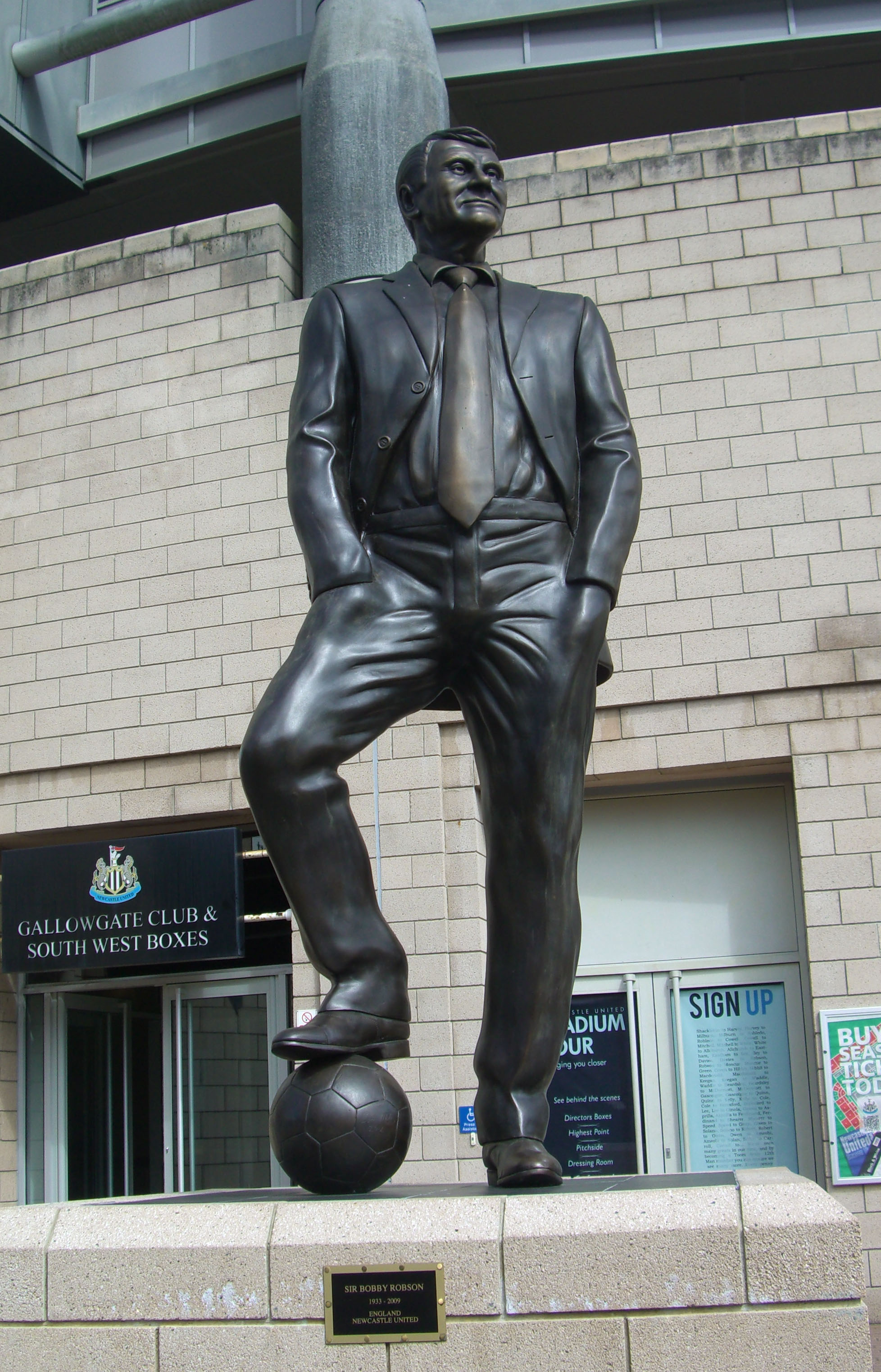
Estatua en el St James' Park.

En agosto de 2009 se inauguró el puente Sir Bobby Robson (en inglés: Sir Bobby Robson Bridge), una estructura atirantada de 60 metros (200 pies) de largo que atraviesa el río Gipping, en Ipswich. En su construcción se invirtieron 800 000 libras esterlinas y es el segundo puente más alto de Ipswich. En ese mismo año, en el mes de diciembre, le fue concedido el premio Fair Play de la FIFA, por ser un gran futbolista y caballero dentro y fuera del campo.
El primer aniversario de la muerte de Robson se celebró el 31 de julio de 2010. En esa ocasión se realizó una ceremonia y se disputó un partido amistoso en el estadio St James' Park, entre dos de sus antiguos clubes: el Newcastle United y PSV Eindhoven.
En julio de 2010, se dio a conocer un proyecto que contemplaba la construcción de varios jardines en Newcastle, en la calle Gallowgate cerca del estadio St James' Park. Fue una iniciativa del Ayuntamiento de Newcastle, en colaboración con la empresa de NE1Ltd. Los trabajos comenzaron en noviembre de 2010 y se completaron en la primavera de 2011. El jardín cubre 400 metros cuadrados y cuenta con una zona de estar, con zócalos esculpidos en piedra que reflejan los aspectos de su vida. La zona también alberga 400 metros cuadrados de jardín, con memoriales sobre Bobby Robson.
En marzo de 2011, la compañía británica de trenes East Coast nombró a una de sus locomotoras eléctricas Sir Bobby Robson, «en memoria de un personaje tan legendario», expresó Elaine Holt, presidenta de la empresa. Del mismo modo, en diciembre de 2011, el puerto Tyne nombró a uno de sus buques con el nombre del británico.
En 2012, el Newcastle United erigió una estatua en el estadio St James' Park. El monumento de bronce mide 6 metros de altura y fue realizado por el escultor inglés Tom Maley. Derek Llambias, director del club inglés, dijo que Robson había conseguido importantes logros en la institución, como la de haber llevado al club a disputar la Liga de Campeones de la UEFA durante dos temporadas consecutivas, algo que nunca se consiguió. También la de alcanzar las semifinales en la Copa de la UEFA 2003-04 y concluyó: «esta estatua es una buena forma para que el club le recuerde».
En 2013, se celebró una acto conmemorativo para recaudar fondos para la fundación Sir Bobby Robson. En el evento participó el portugués André Villas-Boas, quien había trabajado con Robson y varios artistas, entre ellos, Mark Knopfler, fundador de la banda Dire Straits. Ese mismo año la Asociación del Fútbol (FA) designó el 10 de agosto como día nacional de fútbol Sir Bobby Robson.

## Estadísticas

### Como futbolista
| Club                | Temporada           | Liga | Liga | FA Cup | FA Cup | Copa de la Liga | Copa de la Liga | Total | Total |
| Club                | Temporada           | PJ   | G    | PJ     | G      | PJ              | G               | PJ    | G     |
| ------------------- | ------------------- | ---- | ---- | ------ | ------ | --------------- | --------------- | ----- | ----- |
| Fulham              | 1950-51             | 1    | 0    | –      | –      | –               | –               | 1     | 0     |
| Fulham              | 1951-52             | 16   | 3    | –      | –      | –               | –               | 16    | 3     |
| Fulham              | 1952-53             | 35   | 19   | 1      | 0      | –               | –               | 36    | 19    |
| Fulham              | 1953-54             | 33   | 13   | 1      | 1      | –               | –               | 34    | 14    |
| Fulham              | 1954-55             | 42   | 23   | 1      | 0      | –               | –               | 43    | 23    |
| Fulham              | 1955-56             | 25   | 10   | 2      | 0      | –               | –               | 27    | 10    |
| Fulham              | Total               | 152  | 68   | 5      | 1      | –               | –               | 157   | 69    |
| West Bromwich       | 1955-56             | 10   | 1    | –      | –      | –               | –               | 10    | 1     |
| West Bromwich       | 1956-57             | 39   | 12   | 2      | 1      | –               | –               | 41    | 13    |
| West Bromwich       | 1957-58             | 41   | 24   | 7      | 3      | –               | –               | 48    | 27    |
| West Bromwich       | 1958-59             | 29   | 4    | 1      | 1      | –               | –               | 30    | 5     |
| West Bromwich       | 1959-60             | 41   | 6    | 3      | 0      | –               | –               | 44    | 6     |
| West Bromwich       | 1960-61             | 40   | 5    | 1      | 0      | –               | –               | 41    | 5     |
| West Bromwich       | 1961-62             | 39   | 4    | 4      | 0      | –               | –               | 43    | 4     |
| West Bromwich       | Total               | 239  | 56   | 18     | 5      | –               | –               | 257   | 61    |
| Fulham              | 1962-63             | 34   | 1    | 2      | 1      | 2               | 0               | 38    | 2     |
| Fulham              | 1963-64             | 39   | 1    | 2      | 0      | 1               | 0               | 42    | 1     |
| Fulham              | 1964-65             | 42   | 1    | 2      | 0      | 3               | 1               | 47    | 2     |
| Fulham              | 1965-66             | 36   | 6    | –      | –      | 3               | 0               | 39    | 6     |
| Fulham              | 1966-67             | 41   | 0    | 3      | 0      | 3               | 0               | 47    | 0     |
| Fulham              | Total               | 192  | 9    | 9      | 1      | 12              | 1               | 213   | 11    |
| Total en su carrera | Total en su carrera | 583  | 133  | 32     | 7      | 12              | 1               | 627   | 141   |

### Selección nacional
| Selección de Inglaterra | Selección de Inglaterra | Selección de Inglaterra |
| Año                     | Apariciones             | Goles                   |
| ----------------------- | ----------------------- | ----------------------- |
| 1957                    | 1                       | 2                       |
| 1958                    | 4                       | 0                       |
| 1959                    | 0                       | 0                       |
| 1960                    | 6                       | 0                       |
| 1961                    | 8                       | 2                       |
| 1962                    | 1                       | 0                       |
| Total                   | 20                      | 4                       |

### Goles con la selección nacional
| N.º | Fecha                   | Estadio | Oponente | Marcador | Minuto | Competición                       |
| --- | ----------------------- | ------- | -------- | -------- | ------ | --------------------------------- |
| 1   | 27 de noviembre de 1957 | Wembley | Francia  | 4:0      | 24     | Partido amistoso                  |
| 2   | 27 de noviembre de 1957 | Wembley | Francia  | 4:0      | 84     | Partido amistoso                  |
| 3   | 15 de abril de 1961     | Wembley | Escocia  | 9:3      | 9      | British Home Championship 1960-61 |
| 4   | 10 de mayo de 1961      | Wembley | México   | 8:0      | 12     | Partido amistoso                  |

### Como entrenador
| Equipo                  | Período     | Récord | Récord | Récord | Récord | Récord |
| Equipo                  | Período     | PJ     | PG     | PE     | PP     | %      |
| ----------------------- | ----------- | ------ | ------ | ------ | ------ | ------ |
| Fulham                  | 1968        | 36     | 6      | 21     | 9      | 16,7   |
| Ipswich Town            | 1969 - 1982 | 709    | 316    | 173    | 220    | 44,5   |
| Selección de Inglaterra | 1982 - 1990 | 95     | 47     | 18     | 30     | 49,5   |
| PSV                     | 1990 - 1992 | 76     | 52     | 7      | 17     | 68,4   |
| Sporting de Lisboa      | 1992 - 1993 | 59     | 34     | 12     | 13     | 57,6   |
| Porto                   | 1994 - 1996 | 120    | 86     | 11     | 23     | 71,7   |
| Barcelona               | 1996 - 1997 | 60     | 39     | 12     | 9      | 65     |
| PSV                     | 1998 - 1999 | 38     | 20     | 8      | 10     | 52,6   |
| Newcastle United        | 1999 - 2004 | 255    | 119    | 72     | 64     | 46,7   |
| Total                   |             |        |        |        |        |        |

### Palmarés
| Título                      | Equipo                  | Año     |
| --------------------------- | ----------------------- | ------- |
| FA Cup                      | Ipswich Town            | 1977–78 |
| Liga Europa de la UEFA      | Ipswich Town            | 1980-81 |
| Copa Texaco                 | Ipswich Town            | 1973    |
| Eredivisie                  | PSV                     | 1990-91 |
| Eredivisie                  | PSV                     | 1991-92 |
| Primeira Liga               | Porto                   | 1994-95 |
| Primeira Liga               | Porto                   | 1995-96 |
| Copa de Portugal            | Porto                   | 1993-94 |
| Copa del Rey                | Barcelona               | 1996-97 |
| Supercopa de España         | Barcelona               | 1996    |
| Recopa de Europa de la UEFA | Barcelona               | 1996-97 |
| Copa Rous                   | Selección de Inglaterra | 1986    |
| Copa Rous                   | Selección de Inglaterra | 1988    |
| Copa Rous                   | Selección de Inglaterra | 1989    |

## Condecoraciones
| Distinción                  | Año  |
| --------------------------- | ---- |
| Orden del Imperio Británico | 1990 |
| Knight Bachelor             | 2002 |
| Orden del Mérito de la UEFA | 2009 |